# Ruth Orkin
Ruth Orkin (* 3. September 1921 in Boston; † 16. Januar 1985 in New York City) war eine US-amerikanische Fotografin und Filmemacherin. Sie war Mitglied der Photo League in New York. Die Photo League war eine Organisation von Fotografen in New York City, die sich der Dokumentation des Lebens in den Arbeitervierteln widmete. Sie wurde 1936 gegründet und bot ihren Mitgliedern Schulungen, Ausstellungsräume und eine Plattform für den Austausch über soziale und kreative Themen. Die Photo League spielte eine wichtige Rolle bei der Entwicklung der sozialdokumentarischen Fotografie in den USA.

## Ausbildung und Tätigkeiten
Die Tochter der Stummfilmschauspielerin Mary Ruby wuchs in den 1920er und 1930er Jahren in Hollywood auf. 1939 studierte sie Foto-Journalismus am Los Angeles City College. Noch im selben Jahr unternahm sie eine Fahrradtour quer durch die USA nach New York City, um dort die Weltausstellung zu besuchen.
Nachdem Ruth Ruby kurze Zeit im Women’s Auxiliary Army Corps gedient hatte, kehrte sie 1943 nach New York City zurück. Dort verdiente sie ihren Lebensunterhalt mit Babyfotografien und als Fotografin in einem Nachtclub, bevor als sie freiberufliche Bildjournalistin für Zeitschriften wie Life, Look und Ladies’ Home Journal arbeitete. Bei den musikalischen Sommerkursen in Tanglewood fotografierte Ruth Berühmtheiten wie Leonard Bernstein, Isaac Stern, Aaron Copland, Jascha Heifetz und Serge Koussevitzky. Im Jahr 1947 trat sie der Photo League bei und nahm an deren Ausstellung This Is the Photo League (1948–1949) teil.
Im Auftrag des Life Magazin reiste Orkin zu Konzerten des Israel Philharmonic Orchestra nach Israel. Von dort ging sie nach Italien, wo ihr berühmtes Foto American Girl in Italy als Teil der Reihe Don’t Be Afraid to Travel Alone entstand. 1952 kehrte sie nach New York zurück und drehte gemeinsam mit Raymond Abrashkin und Morris Engel den Film Der kleine Ausreißer (Little Fugitive). Im selben Jahr heiratete sie den Regisseur Engel, mit dem sie noch weitere Filme drehte. Für den Film erhielt sie 1954 eine Oscarnominierung in der Kategorie Beste Originalgeschichte.
Von 1976 bis 1978 unterrichtete Ruth Orkin Fotografie an der School of Visual Arts in New York, 1979 am International Center of Photography. Von ihrer Wohnung über dem New Yorker Central Park hielt sie Paraden, Demonstrationen, Marathonläufe und Konzerte in Bildern fest. Diese Fotos veröffentlichte sie in den Bildbänden A World Through My Window und More Pictures From My Window.
Anlässlich ihres hundertsten Geburtstags erschien Anfang September 2021 bei Hatje Cantz ein 240-seitiger Bildband Ruth Orkin. A Photo Spirit mit Texten von Kristen Gresh, Mary Engel und Orkin selbst. Herausgegeben wurde der Band von Nadine Barth und Mary Engel. Zeitgleich eröffnete eine Ausstellung ihrer Werke im F3 – Freiraum für Fotografie, Berlin. Ende 2023 erschien der Bildband Ruth Orkin: Women, in dem Frauen im Alltag, mit Twinset und Perlen im Büro oder zwischen Windeln und Rice Krispies gezeigt wurden. Synchron zur Buchveröffentlichung wurden ihre Fotos in Berlin ausgestellt.

## Auszeichnungen
- 1951: LIFE Magazine's Young Photographer's Contest
- 1959: Top Ten Women Photographers in the U.S., Professional Photographers of America
- 1980: 1st Annual Manhattan Cultural Award, Photography

## Belege
1. ↑  Lennart Laberenz: „Diese Grandezza“ Zu ihrem 100. Geburtstag erscheint ein neuer, grandioser Bildband, Rezension in Der Freitag, erschienen und abgerufen am 3. September 2021.
2. ↑  Katharina Mouratidi: RUTH ORKIN: WOMEN. In: fhochdrei. 23. Oktober 2023, abgerufen am 2. März 2024 (deutsch).

| Personendaten    | Personendaten                                   |
| ---------------- | ----------------------------------------------- |
| NAME             | Orkin, Ruth                                     |
| KURZBESCHREIBUNG | US-amerikanische Photographin und Filmemacherin |
| GEBURTSDATUM     | 3. September 1921                               |
| GEBURTSORT       | Boston                                          |
| STERBEDATUM      | 16. Januar 1985                                 |
| STERBEORT        | New York City                                   |